# Puchar COSAFA 2003
COSAFA Cup 2003 – odbył się w dniach od 22 lutego do 5 października 2003 roku. W turnieju wystartowało 12 drużyn narodowych:
- Angola
- Botswana
- Lesotho
- Madagaskar
- Malawi
- Mauritius
- Mozambik
- Namibia
- Południowa Afryka
- Suazi
- Zambia
- Zimbabwe

Zwycięzcą turnieju zostało Zimbabwe.

## Runda kwalifikacyjna
| 22 lutego 2003 | Madagaskar · Ruphin Menakely 16' (k) · Jean-Jacques Radonamahafalison 33' | 2:12:0 | Mauritius · 50' Kersley Appou | Antananarywa, Madagaskar Widzów: 30 000 Sędzia: Simon Motau (RPA) |
|                |                                                                           |        |                               |                                                                   |

| 15 marca 2003 | Namibia | 0:1 | Botswana · 4' Tshepiso Molwantwa | Windhuk, Namibia Widzów: 4 000 Sędzia: Mbongeni Fakudze (Suazi) |
|               |         |     |                                  |                                                                 |

| 22 marca 2003                                                   | Mozambik | 0:0 k. 5:4                                                                                         | Lesotho | Maputo, Mozambik Widzów: 20 000 Sędzia: Verson Lwanja (Malawi) |
|                                                                 |          | |         |                                                                |
|                                                                 |          | Rzuty karne                                                                                        |         |                                                                |
| Jossias · Paulito · Ze Bernardo · Goncalves Fumo · Sergio Faife |          | Malefetsane Pheko · Makoae Motlhasoane · Thabang Mahlakajoe · Motlatsi Maseela · Lehlohonolo Seema |         |                                                                |

| 20 kwietnia 2003 | Zimbabwe · Adam Ndlovu 20' | 1:00:0 | Angola | Harare, Zimbabwe Widzów: 25 000 Sędzia: Masauso Nkuna (Zambia) |
|                  |                            |        |        |                                                                |

## Ćwierćfinały
| 25 maja 2003                                              | Botswana · Mashego Ntshingane 21' | 1:1 k. 1:41:0                                                          | Malawi · 87' Moses Chavula | Gaborone, Botswana Widzów: 10 000 Sędzia: Mateus Infante (Mozambik) |
|                                                           |                                   |                                                                        |                            |                                                                     |
|                                                           |                                   | Rzuty karne                                                            |                            |                                                                     |
| Duncan Kgopolelo · Masego Ntshingane · Tshepiso Molwantwa |                                   | Russell Mwafulirwa · Fisher Kondowe · Allan Kamanga · Ganizani Malunga |                            |                                                                     |

| 13 lipca 2003 | Suazi · Siza Dlamini 30' · Mfanzile Dlamini 51' | 2:01:0 | Madagaskar | Lobamba, Suazi Widzów: 8 000 Sędzia: Boniface Mpofu (Botswana) |
|               |                                                 |        |            |                                                                |

| 19 lipca 2003 | Republika Południowej Afryki | 0:1 | Zimbabwe · 15' Lazarus Muhoni | East London, RPA Widzów: 7 000 Sędzia: Floriant Raolimanana (Madagaskar) |
|               |                              |     |                               |                                                                          |

| 26 lipca 2003 | Zambia · Noel Mwandila 51' · Noel Mwandila 80' · Harry Milanzi 84' · Collins Mbesuma 89' | 4:20:1 | Mozambik · 44' To · 60' Tico-Tico | Lusaka, Zambia Widzów: 10 000 Sędzia: Mathews Katjimune (Namibia) |
|               |                                                                                          |        |                                   |                                                                   |

## Półfinały
| 16 sierpnia 2003                                                                     | Malawi · Russell Mwafulirwa 35' | 1:1 k. 4:21:0                                                   | Zambia · 89' Sashi Chalwe | Blantyre, Malawi Widzów: 55 000 Sędzia: Tabani Mnkantjo (Zimbabwe) |
|                                                                                      |                                 |                                                                 |                           |                                                                    |
|                                                                                      |                                 | Rzuty karne                                                     |                           |                                                                    |
| Patrick Mabedi · Moses Chavula · Allan Kamanga · Fisher Kondowe · Russell Mwafulirwa |                                 | Chaswe Nsofwa · Sashi Chalwe · Collins Mbesuma · Joseph Musonda |                           |                                                                    |

| 31 sierpnia 2003 | Zimbabwe · Peter Ndlovu 3' · Peter Ndlovu 53' | 2:01:0 | Suazi | Bulawayo, Zimbabwe Widzów: 25 000 Sędzia: Antonio de Sousa (Angola) |
|                  |                                               |        |       |                                                                     |

## Finał
| 27 września 2003 | Malawi · Russell Mwafulirwa 83' | 1:20:1 | Zimbabwe · 7' Albert Mbano · 57' Zvenyika Makonese | Blantyre, Malawi Widzów: 60 000 Sędzia: Daniel Bennett (RPA) |
|                  |                                 |        |                                                    |                                                              |

| 5 października 2003 | Zimbabwe · Charles Yohane 36' · Peter Ndlovu 66' | 2:01:0 | Malawi | Harare, Zimbabwe Widzów: 15 000 Sędzia: Aaron Nkole (Zambia) |
|                     |                                                  |        |        |                                                              |

## Strzelcy
3 gole
- Peter Ndlovu

2 gole
- Noel Mwandila
- Russell Mwafulirwa

1 gol
- Tshepiso Molwantwa
- Mashego Ntshingane
- Ruphin Menakely
- Jean-Jacques Radonamahafalison
- Kersley Appou
- Moses Chavula
- Mfanzile Dlamini
- Siza Dlamini
- Sashi Chalwe
- Collins Mbesuma
- Harry Milanzi
- Zvenyika Makonese
- Albert Mbano
- Lazarus Muhoni
- Adam Ndlovu
- Charles Yohane

## Żółte kartki
Na turnieju arbitrzy pokazali 23 żółte kartki. Oto ich „zdobywcy” (w kolejności od piłkarza, który dostał żółtą kartkę najwcześniej):
1. Mamisoa Razafindrakoto (60', mecz Mauritius-Madagaskar)
2. Olivier Rakotondranoro (62', mecz Mauritius-Madagaskar)
3. Khumo Motlhabane (29', mecz Namibia-Botswana)
4. Floris Diergaardt (33', mecz Namibia-Botswana)
5. Mogogi Gabonamong (83', mecz Namibia-Botswana)
6. Motlatsi Maseela (29', mecz Mozambik-Lesotho)
7. Genito (71', mecz Mozambik-Lesotho)
8. Paulito (87', mecz Mozambik-Lesotho)
9. Lloyd Chitembwe (25', mecz Zimbabwe-Angola)
10. Kaitano Tembo (36', mecz Zimbabwe-Angola)
11. Energy Murambadoro (60', mecz Zimbabwe-Angola)
12. Malamba (83', mecz Zimbabwe-Angola)
13. Michael Mogaladi (64', mecz Botswana-Malawi)
14. Joseph Gatros (80', mecz Botswana-Malawi)
15. Calistus Pasuwa (18', mecz RPA-Zimbabwe)
16. Johan Paul (34', mecz Suazi-Madagaskar)
17. Mfanzile Dlamini (41', mecz Suazi-Madagaskar)
18. Julien-Eric Rakotondrabe (80', mecz Suazi-Madagaskar)
19. Calvin Dube (35', mecz Zimbabwe-Suazi)
20. Mlungisi Ngubane (49', mecz Zimbabwe-Suazi)
21. Francis Madziva (56', mecz Zimbabwe-Suazi)
22. Dumisani Mpofu (80', mecz Zimbabwe-Suazi)
23. Peter Mgangira (26', mecz Malawi-Zimbabwe)

## Czerwone kartki
Na turnieju sędziowie rozdali 5 czerwonych kartek. Oto ich „zdobywcy” (w kolejności od piłkarza, który dostał czerwoną kartkę najwcześniej):
1. Tony Francois (85', mecz Mauritius-Madagaskar)
2. Modiri Marumo (podczas rzutu karnego, mecz Botswana-Malawi)
3. Heriniaina Ralison (54', mecz Suazi-Madagaskar)
4. John Mdluli (58', mecz Suazi-Madagaskar)
5. Avelino (89', mecz Zambia-Mozambik)